# S/2015 (136472) 1
S/2015 (136472) 1, surnommé MK 2, est un satellite naturel de la planète naine (136472) Makémaké, le seul connu au 26 avril 2016, date de l'annonce de sa découverte.

## Découverte

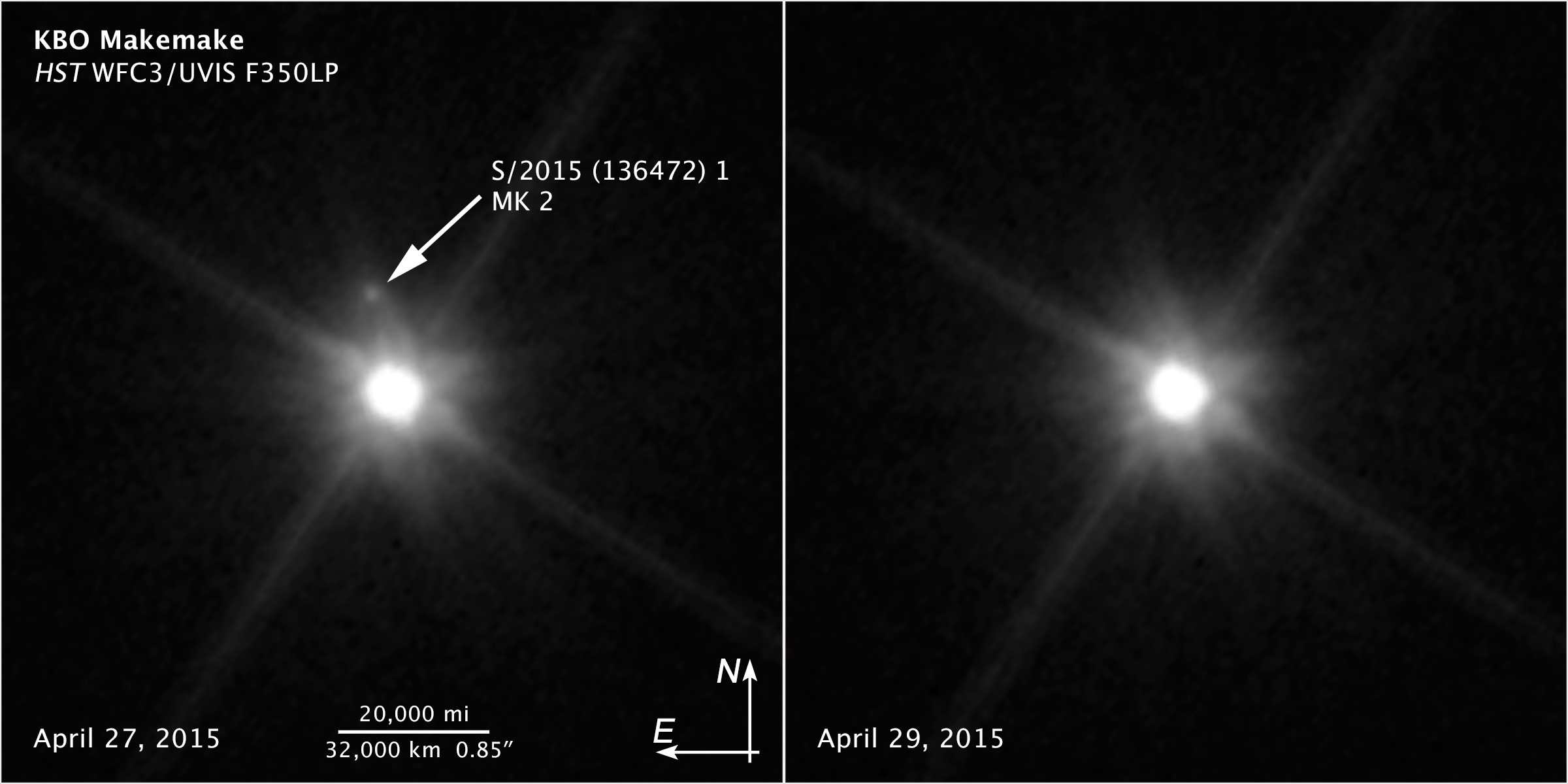
Photos par Hubble.

Sa découverte, effectuée grâce aux images prises par la caméra à grand champ 3 (WFC3) du télescope spatial Hubble les 27 et 29 avril 2015, est annoncée dans un article d'Alex H. Parker, Marc Buie, William Grundy et Keith S. Noll publié le 26 avril 2016. L'information est également annoncée dans le télégramme électronique no 4275 du Bureau central des télégrammes astronomiques et dans le communiqué de presse STScI-2016-18 du Space Telescope Science Institute, puis reprise dans de nombreux médias à travers le monde.

## Caractéristiques

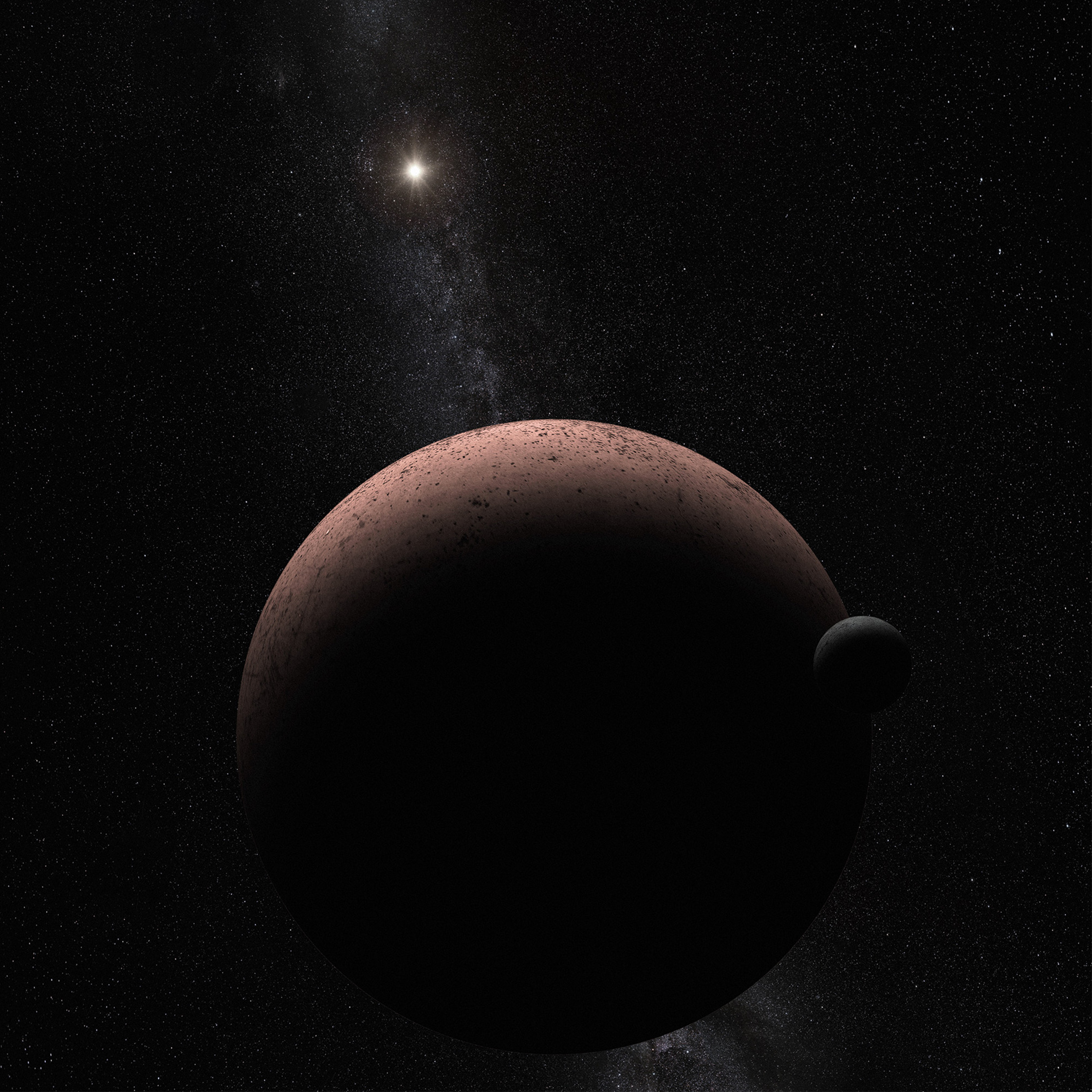
Vue d'artiste de Makémaké et de son satellite.

Ce satellite, 1 300 fois moins lumineux que Makémaké, serait également beaucoup plus sombre que ce dernier, ce qui permet d'estimer sa taille à environ 150 km de diamètre, à comparer aux 1 400 km environ de diamètre de Makémaké. Ce compagnon serait sur une orbite située à une distance comprise entre 21 100  et   300 000 km de Makémaké, qu'il parcourrait entre 12  et   660 jours. Cependant, les demi-grands axes supérieurs à 100 000 km sont probablement incohérents avec le fait que l'objet ne fut pas visible lors des campagnes antérieures.